# Абибаал (царь Тира)
Абибаал (Аби-Баал, «отец мой Баал»; финик. 𐤀𐤁𐤉𐤁𐤏𐤋, Abi-ba‘al, ивр. אבי בעל‎) — царь Тира в первой половине X века до н. э.

## Биография
О Абибаале известно очень мало. Единственный нарративный источник о нём — труд Иосифа Флавия «Против Апиона». В нём сообщается, что упомянутые в этом сочинении данные о правителях Тира содержались в труде историка Менандра Эфесского. В свою очередь, Менандр позаимствовал приводимые им свидетельства непосредственно из имевшихся в архивах Тира хроник.
Согласно Иосифу Флавию, Абибаал — отец тирского царя Хирама I Великого. О других фактах из жизни этого правителя — обстоятельствах получения им власти над Тиром или продолжительности правления — в трактате не сообщается. Абибаал — основатель династии правителей Тира, представители которой сделали город центром морской торговли и большого политического влияния. Предыдущим известным по имени тирским царём был правивший во второй половине XIV века до н. э. Абимилки.
Датировка правлений властителей Тира, живших позднее середины IX века до н. э., основывается на упоминании в одной из надписей о получении в 841 году до н. э. правителем Ассирии Салманасаром III дани от тирского царя Баалезора II. Для датировок правлений более ранних тирских владетелей используется упоминание Иосифом Флавием времени между восшествием на престол царя Хирама I Великого и основанием Карфагена Дидоной: сто пятьдесят пять лет и восемь месяцев. Однако так как в трудах античных авторов упоминаются две даты основания Карфагена (825 и 814 годы до н. э.), в работах современных историков даты правлений властителей Тира, живших ранее середины IX века, не всегда синхронизированы. Правление Абибаала датируется приблизительно началом X веком до н. э., а в качестве более точных дат упоминаются различные периоды с приблизительно 1000 по 969 год до н. э. включительно.